# Toiyabe Range
Die Toiyabe Range ist eine Gebirgskette im Lander und Nye County im Bundesstaat Nevada, Vereinigte Staaten. Der Großteil des Gebirgszugs liegt im Humboldt-Toiyabe National Forest. Den höchsten Punkt der Bergkette bildet der Arc Dome mit 3592 m, der durch die Arc Dome Wilderness geschützt ist. Die Toiyabe Range beinhaltet außerdem den höchsten Punkt des Lander Counties, den Bunker Hill. Die Kette beginnt im nordwestlichen Nye County nördlich von Tonopah und läuft etwa 190 km (120 Meilen) nach Nord-Nordosten in das Lander County, was sie zur zweitlängsten Gebirgskette des Staats Nevada macht. 

## Geographie
Obwohl die Toiyabe Range im Regenschatten der westlich gelegenen höheren Sierra Nevada liegt und zu trocken für Wälder ist (mit Ausnahme verstreuter Kiefern), war das Klima während des Pleistozäns kalt und schneereich genug, um alpine Gletscher an mehreren Stellen zu entwickeln. Dies ist durch Kare, Moränen und andere  eiszeitliche Merkmale noch sichtbar. In den Bergen gibt es zahlreiche Wanderwege, darunter einen entlang des Kammes.
Die Toiyabe Range wird im Westen durch das Tal des Reese River von den Shoshone Mountains getrennt, an ihren südlichen Enden gehen die Bergketten jedoch ineinander über. Im Osten wird die Toiyabe Range durch das Big Smoky Valley von der Toquima Range getrennt.
Die historische Bergbaugemeinde Austin befindet sich am Westhang der Toiyabe Range, etwa in der Mitte des Gebirges. Die U.S. Route 50, der „Loneliest Highway in America“, führt durch Austin und überquert dann die Range am Austin Summit auf einer Höhe von 2281 m (7484 Fuß). Die U.S. Route 6 beziehungsweise 95 führt südlich des Bereichs zwischen Tonopah und Ely vorbei. Südlich von Austin verläuft westlich die Nevada State Route 376 und östlich die Nevada State Route 21 parallel zur Range.

## Humboldt-Toiyabe National Forest
Die Toiyabe Range befindet sich im Austin Ranger District des Humboldt-Toiyabe National Forest.

### Toiyabe Crest Trail
Der National Recreation Toiyabe Crest Trail führt durch den Humboldt-Toiyabe National Forest in der Toiyabe Range, bestehend aus über 113 km (70 Meilen) Weg auf dem Grat, von denen 48 km (30 Meilen) durch die Arc Dome Wilderness führen. Dieser wurde vom Army Corps of Engineers in den 1930er Jahren erbaut und verläuft durch eine der längsten straßenlosen Gegenden Nevadas.